# Метак (филм)
Метак (енгл. Bullet) је крими-драма режисера Џулијена Темпла са Микијем Ророком, Тупак Шакуром, Џоном Еносом III, Адријеном Бродијем, Тедом Левином и Донијем Волбергом у главним улогама. Сценарио за филм су написали Мики Рорк (потписан као „Сер“ Еди Кук) и Брус Рубенстајн. Филм је изашао месец дана након Шакурове смрти.

## Улоге
- Мики Рорк - Буч „Метак“ Стајн
- Адријен Броди - Руби Стајн
- Џон Енос III - Лестер
- Тупак Шакур - Тенк
- Тед Левин - Луи Стајн
- Дони Волберг -